# Lammassaari (ö i Lappland, Tunturi-Lappi, lat 68,01, long 23,59)
Lammassaari är en ö i Finland. Den ligger i sjön Nulusjärvi och i kommunen Muonio i den ekonomiska regionen  Fjäll-Lappland  och landskapet Lappland, i den norra delen av landet, 900 km norr om huvudstaden Helsingfors. Öns area är 0,4 hektar och dess största längd är 110 meter i sydöst-nordvästlig riktning.